# Heinrich Laehr

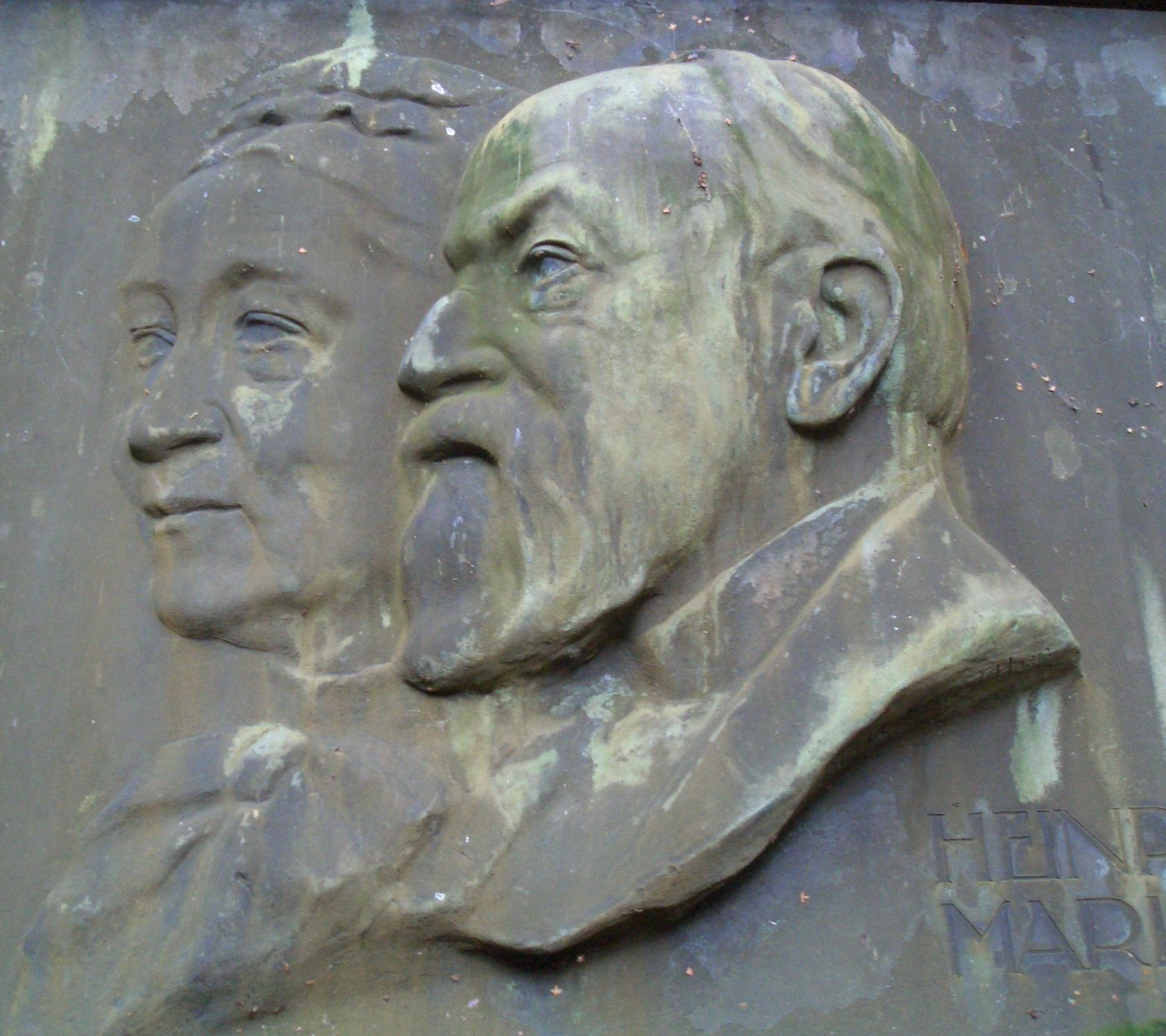
Marie i Heinrich Lehr – płaskorzeźba na nagrobku Laehrów autorstwa Adele Paasch

Bernhard Heinrich Laehr  (ur. 10 marca 1820 w Żaganiu, zm. 18 sierpnia 1905 w Zehlendorfie) – niemiecki lekarz psychiatra. 

## Życiorys
Syn Augusta Laehra i Dorothei Friederike z domu Henn. Od 1839 studiował medycynę Uniwersytecie Fryderyka Wilhelma w Berlinie, od 1841 na Uniwersytecie Marcina Lutra w Halle. Jego nauczycielami byli patolog Peter Krukenberg i Ernst Blasius, w którego klinice chirurgicznej Laehr został, jeszcze jako student, asystentem. W 1843 roku otrzymał tytuł doktora medycyny. W latach 1842/43 jako młodszy lekarz (Unterarzt) w Fundacji Francka w Halle. W 1848 roku został lekarzem asystentem w zakładzie psychiatrycznym (Provinzial-Irrenanstalt) w Halle, kierowanym przez Heinricha Philippa Augusta Damerowa. Od 1850 był sekundariuszem w tym zakładzie. W 1853 roku założył prywatny zakład psychiatryczny dla kobiet "Schweizerhof" w Berlinie-Zehlendorf, którym kierował do 1889 roku (po nim prowadzenie zakładu przejął syn Hans Laehr). Od 1857 roku był redaktorem naczelnym czasopisma psychiatrycznego "Allgemeine Zeitschrift für Psychiatrie und psychisch-gerichtliche Medicin", popularnie nazywanego "Laehrs Zeitschrift" albo "Grünen Heinrich" (miało zieloną okładkę). W 1864 współzakładał Verein der deutschen Irrenärzte. Był też jednym z założycieli Deutsche Gesellschaft für Psychiatrie i jego przewodniczącym w latach 1867–98. W 1891 został profesorem tytularnym. Zmarł w 1905 roku. Wspomnienia pośmiertne napisali Schaefer, Moeli, Bloch, Boedeker
W 1854 ożenił się z wdową Johanną Henriettą Marią von Krebs, z domu Otto (1824–1902). Mieli pięciu synów (jeden zmarł w dzieciństwie) i dwie córki. Jego synowie Hans (1856–1929) i Max (1865–1936) również byli lekarzami psychiatrami.

## Dorobek naukowy
Laehr wprowadził do medycyny termin morfinizmu (1872). Zasłużony dla organizacji opieki psychiatrycznej w Niemczech, nadzorował budowę zakładów psychiatrycznych w Lengerich (1864), Berlinie-Dalldorf (1882), Eberswalde (1865), Owińskach (1880), Grafenbergu (1882), Düren (1880), Andernach (1867), Merzig (1876), Schwerinie (1874) i Poczdamie (1886). Był jednym z głównych krytyków reform lecznictwa psychiatrycznego w Niemczech, proponowanych przez Griesingera.
Był też jednym z pierwszych historyków psychiatrii. W 1895 roku opublikował 2000-stronicową, trzytomową bibliografię Die Literatur der Psychiatrie, Neurologie und Psychologie, w której wymienił około 16000 prac 8500 autorów, poruszających tematykę psychiatrii, neurologii i psychologii w okresie od 1459 do 1799.

## Prace
- De mutationibus genitalium muliebrium brevi post conceptionem, addita disquisitione anatomica virginis statim post coitum defunctæ instituta. typ. Ruffianis. Halis, 1843.
- Ueber Irrsein und Irrenanstalten. Für Aerzte und Laien. Nebst einer Übersicht über Deutschlands Irrenwesen und Irrenanstalten, ereläutert durch eine colorirte Karte. Halle: Pfeiffer, 1852.
- Joseph Guislain’s klinische Vorträge über Geisteskrankheiten. Nebst 6 Taff. Berlin, 1854.
- Zusammenstellung der Irrenanstalten Deutschlands im Jahre 1861. Mit 61 Holzschnitten. Berlin, 1862
- Fortschritt? Rückschritt! Reform-Ideen des Dr. Griesinger auf dem Gebiete der Irrenheilkunde beleuchtet. Berlin: L. Oehmigke Verlag, 1868.
- Die Heil- und Pflegeanstalten für Psychisch-Kranke in Deutschland, der Schweiz und den benachbarten deutschen Ländern. Berlin: G.Reimer, 1875.
- Der neue Entwurf der italienischen Regierung betreffs der Ueberwachung und der Organisation ihrer öffentlichen Irrenanstalten. AZP 33, ss. 323-335 (1876).
- Asyl Schweizerhof. Privat-Heilanstalt für Psychisch-Kranke weiblichen Geschlechtes. Nach 25jähriger Wirksamkeit. Mit 21 Tafeln. Berlin: G.Reimer, 1878.
- Die Heil- und Pflegeanstalten für Psychisch-Kranke des deutschen Sprachgebietes. Mit geographischer Karte. 1882
- Gedenktage der Psychiatrie aller Länder. 1885
- Die Fürsorge für Epileptische und das Gesetz vom 11. Juli 1891. Dtsch med Wochenschr 18, ss. 150-152 (1892)
- Zur Reform des Irrenwesens in Preussen[7]. (1893)
- Die Literatur der Psychiatrie, Neurologie und Psychologie im 18. Jahrhundert. Berlin: George Reimer 1895
- Die Literatur der Psychiatrie, Neurologie und Psychologie von 1459-1799. Berlin, G. Reimer, 1900. Band I  Band II  Band III